# 大鳞鳃孔鲷
大鳞鳃孔鲷（学名：Scopelogadus bispinosus），是大鳞鲷科鳞孔鲷属一种，分布于太平洋200—4000米深度的深海。本种之前长期被视为是大鳞鳞孔鲷（Scopelogadus mizolepis）的一个亚种。